# Crazy Kanzen na Otona
Crazy Kanzen na Otona (Crazy 完全な大人 Crazy kanzen'na otona?, Un Loco, Perfecto Adulto) es el 21.º sencillo de ℃-ute. Salió el 3 de abril de 2013 en 6 ediciones: 1 regular y 5 limitadas. El evento V salió el 3 de mayo de 2013.

## Información
Este sencillo fue rumoreado originalmente por el mismo anónimo de 2ch que filtró información de Kono Machi semanas antes de su lanzamiento. El rumor fue confirmado por Bic Camera y CDJapan, y el 14 de febrero, fue confirmado durante el programa de radio del Día de San Valentín de ℃-ute, el cual fue emitido durante el intervalo de tiempo de "Nakky's Cute Time". Chisato Okai dijo en su blog que el MV del sencillo sería sexy y Suzuki Airi dijo que la canción es una mezcla entre sexy, maduro y guay.

## Lista de Canciones

### Edición Regular
- Crazy Kanzen na Otona
- The☆Treasure Box (ザ☆トレジャーボックス)
- Crazy Kanzen na Otona (Instrumental)

### Edición Limitada A

#### CD
- Crazy Kanzen na Otona
- The☆Treasure Box
- Crazy Kanzen na Otona (Instrumental)
- Kanashiki Heaven (Suzuki Part Ver.)
- Kanashiki Heaven (Okai Part Ver.)
- Kanashiki Heaven (Instrumental)

#### DVD
- Crazy Kanzen na Otona (Vídeo Musical)
- Kanishiki Heaven (Suzuki Part Ver.)
- Kanishiki Heaven (Okai Part Ver.)
- Kanishiki Heaven (Instrumental)

### Edición Limitada B

#### CD
- Crazy Kanzen na Otona
- The☆Treasure Box
- Crazy Kanzen na Otona (Instrumental)

#### DVD
- Crazy Kanzen na Otona (Vídeo Musical)
- Crazy Kanzen na Otona (Dance Commentary Ver.)
- Crazy Kanzen na Otona (Dance Shot Ver.)

### Edición Limitada C

#### CD
- Crazy Kanzen na Otona
- The☆Treasure Box
- Crazy Kanzen na Otona (Instrumental)

#### DVD
- Crazy Kanzen na Otona (Vídeo Musical)
- Crazy Kanzen na Otona (Close-up ver.)

### Edición Limitada D
- Crazy Kanzen na Otona
- Chikyuu kara no Sanjuso (地球からの三重奏; El Trío Instrumental de la Tierra) - Yajima Maimi, Suzuki Airi, Okai Chisato
- Crazy Kanzen na Otona (Instrumental)

### Edición Limitada E
- Crazy Kanzen na Otona
- Watashi wa Tensai (私は天才; Soy un Genio) - Nakajima Saki, Hagiwara Mai
- Crazy Kanzen na Otona (Instrumental)

### Event V
- Crazy Kanzen na Otona (Yajima Maimi Solo Close Up Version)
- Crazy Kanzen na Otona (Nakajima Saki Solo Close Up Version)
- Crazy Kanzen na Otona (Suzuki Airi Solo Close Up Version)
- Crazy Kanzen na Otona (Okai Chisato Solo Close Up Version)
- Crazy Kanzen na Otona (Hagiwara Mai Solo Close Up Version)
- Crazy Kanzen na Otona (Making of)

## Miembros presentes
- Maimi Yajima
- Saki Nakajima
- Airi Suzuki
- Chisato Okai
- Mai Hagiwara